# Circus Black
Circus Black è il quarto album della band finlandese symphonic metal Amberian Dawn.
Il cantante Timo Kotipelto fornisce voce solista in "Kiss Cold" e il tastierista Jens Johansson  ha contribuito un assolo di tastiera in "Crimson Flower".

## Tracce
1. Circus Black - 3:48
2. Cold Kiss - 3:30
3. Crimson Flower - 4:23
4. Charnel's Ball - 4:46
5. Fight - 3:19
6. Lette - 4:28
7. I Share With You This Dream - 3:36
8. Rivalry Between Good and Evil (strumentale) - 3:59
9. Guardian - 5:09
10. Lily Of The Moon - 4:07

## Formazione

### Gruppo
- Tuomas Seppälä - tastiere e chitarra
- Heidi Parviainen - voce
- Heikki Saari  - batteria
- Jukka Koskinen - basso
- Kimmo Korhonen - chitarra
- Kasperi Heikkinen - chitarra

### Special Guest
- Timo Kotipelto - voce (Traccia 2)
- Jens Johansson - tastiere (Traccia 3)